# Психометрия
Психометрика (психометрия) — дисциплина на пересечении психологии, когнитивных наук, образования и математики, изучающая теорию и методологию психологических измерений, включая измерение знаний, способностей, взглядов и качеств личности. Психометрика является разделом психодиагностики. В первую очередь, эта область касается создания и валидации измерительных инструментов, таких как опросники, тесты и методики описания (оценки) личности, однако как раздел вычислительных наук о поведении может концентрироваться на описании определенных домейнов поведения и построении их теоретических и математических моделей. Она включает в себя три основные исследовательские задачи, а именно:
1. Создание инструментов и построение процедур измерения;
2. Создание новых математических моделей вероятности наблюдения определенных элементов поведения;
3. Развитие и усовершенствование теоретических подходов к измерению.

Те, кто занимаются психометрикой, могут быть психологами (часто — возрастными), математиками и специалистами в области развития или HR. Часто, конкретной, отдельной квалификации по психометрики не требуется. Однако в Австралии для получения доступа и использования некоторых тестов Австралийского Совета по Образовательным Исследованиям (The Australian Council for Educational Research, ACER) требуется подтверждение авторизованной квалификации. В США преподавание психометрики ведётся на уровне бакалавриата, магистратуры и докторантуры.

## Начало психометрики
Большая часть ранних исследований в области психометрики была основана на стремлении измерить интеллект. Фрэнсис Гальтон, известный как «отец психометрики», включил ментальные измерения в антропометрические данные. Зарождение психометрики также связано с психофизикой. Два других начинателя психометрии Джеймс Маккин Кеттел и Чарльз Спирмен получили докторские звания в Лейпцигской лаборатории психофизики Вильгельма Вундта.
Психометрик Луис Тёрстоун, основатель и первый президент Психометрического общества, в 1936 году разработал теоретический подход к измерению, который известен как закон сравнительных суждений. Этот подход тесно связан с психофизическими теориями Эрнста Вебера и Густава Фехнера. Также, Спирмен и Тёрстоун внесли большой вклад в развитие факторного анализа.
Карл Пирсон, Генри Кайзер, Джордж Раш, Джонсон О’Коннор, Фредерик Лорд, Ледьярд Тюкер, Артур Дженсен также внесли большой вклад в развитие психометрики.

## Область психометрики
Область психометрики связана с количественным подходом к анализу тестовых данных. Психометрическая теория обеспечивает исследователей и психологов математическими моделями, используемыми при анализе ответов на отдельные задания или пункты тестов, тесты в целом и наборы тестов. Прикладная психометрика занимается применением этих моделей и аналитических процедур к конкретным тестовым данным. Четырьмя областями психометрического анализа являются нормирование и приравнивание, оценка надежности, оценка валидности и анализ заданий. Каждая из этих областей содержит набор определенных теоретических положений и конкретные процедуры, используемые при оценке качества работы теста в каждом отдельном случае. При этом, они все взаимосвязаны и активно развиваются в рамках Европейско-Американской психологической парадигмы. Согласно современным подходам к пониманию валидности теста, она характеризует не тест сам по себе, а выводы сделанные из него. Это означает, что один и тот же инструмент может быть использован как валидно (в соответствиями с целями и ограничениями, заложенным разработчиками), так и невалидно. В таком подходе, все «отдельные» действия по анализу качества теста являются компонентами валидности вывода, делаемого и служат для доказательства вывода о респонденте.

## Определение понятия «измерение» в социальных науках
Определение измерения в социальных науках имеет долгую историю. В настоящее время широкое определение, предложенное Стэнли Смит Стивенсом (1946), гласит, что измерение «приписывание чисел объектам или событиям по некоторому правилу». Это определение было представлено в работе, в которой Стивенс предложил четыре уровня шкал. Хотя это определение имеет широкое распространение, оно отличается от более классического определения измерения, принятого в физике, которое гласит, что измерение — это численная оценка и выражение одной величины по отношению к другой (Мишель, 1997).
Действительно, определение Стивенса было выдвинуто в ответ Британскому Комитету Фергюсона, председатель которого, А. Фергюсон, был физиком. Комитет был назначен в 1932 году Британской ассоциацией для содействия развитию науки в исследовании возможности количественной оценки сенсорных восприятий. Хотя её председатель и другие члены были физиками, комитет также включал нескольких психологов. Доклад Комитета подчеркнул важность определения измерения. В то время, как ответ Стивенса заключался в том, чтобы предложить новое определение, которое окажет значительное влияние на эту область, это был не единственный ответ на доклад. Другой, кардинально отличающийся, ответ призывал принять классическое определение, как это отражено в следующем заявление:
«Измерение в психологии и физике ни в каком смысле не различны. Физики могут проводить измерения тогда, когда они могут найти операции, с помощью которых можно обнаружить необходимый критерий. Психологи могут не беспокоиться о таинственных различиях в значении „измерения“ в двух науках». (Риз, 1943, стр. 49).

## Нормирование тестов
Нормирование тестов — составная часть их стандартизации, обычно включает проведение обследования репрезентативной выборки лиц, определение различных уровней выполнения тестов и перевод сырых тестовых оценок в общую систему показателей. Тесты иногда выравнивают, когда существуют различные формы того же самого теста. Выравнивание приводит оценки по всем формам к общей шкале.
Существуют 4 основные стратегии выравнивания. Первый метод предполагает проведение каждой формы теста на эквивалентной (например, случайной отобранной) группе респондентов, а затем оценки по этим различным формам устанавливаются т.о., чтобы равные оценки имели равные процентильные ранги (та же самая пропорция респондентов получает ту же или более низкую оценку). При более точном методе все респонденты заполняют все формы теста, и для определения эквивалентности показателей используются уравнения. Третий часто используемый метод связан с проведением общего теста или части теста со всеми респондентами. Эта общая оценочная процедура служит в качестве «связывающего» теста, который позволяет все последующие измерения привязывать к единой шкале. При проведении обследования с использованием различных форм одного и того же теста в каждую включаются несколько «якорных заданий», выполняющих функцию такого «связывающего» теста.

## Требования к тестированию
Надежность и валидность имеют отношение к обобщаемости показателей тестов — определению того, какие выводы по тестовым показателям являются обоснованными. Надежность касается выводов о согласованности измерения. Согласованность определяется по-разному: как временная устойчивость, как сходство между предположительно эквивалентными тестами, как однородность в рамках одного теста или как сравнимость оценок, выносимых экспертами. При использовании метода «тест-ретест» надежность теста устанавливается путём повторного его проведения с той же группой спустя определенный промежуток времени. Затем два полученных набора показателей сравниваются с целью определения степени сходства между ними. При использовании метода взаимозаменяемых форм, на выборке обследуемых проводятся два параллельных измерения. Привлечение экспертов («оценщиков») к оценке качества параллельных форм теста дает меру надежности, наз. надежностью оценщиков. Этот метод часто применяют, когда есть необходимость в экспертной оценке.
Валидность характеризует качество выводов, получаемых на основе результатов проведения измерительной процедуры.
Валидность рассматривается как способность теста отвечать поставленным целям и обосновывать адекватность решений, принятых на основе результата. Недостаточно валидный тест не может считаться инструментом измерения и использоваться на практике, поскольку зачастую полученный результат может серьёзно влиять на будущее тестируемого.
Выделяется три вида валидности тестов.
Конструктная (концептуальная) валидность. Её требуется определить, если тест измеряет свойство, имеющее абстрактный характер, то есть не поддающееся прямому измерению. В таких случаях необходимо создание концептуальной модели, которая бы объясняла данное свойство. Эту модель и подтверждает или опровергает тест.
Критериальная (эмпирическая) валидность. Показывает, насколько соотносятся результаты теста с неким внешним критерием. Эмпирическая валидность существует в двух видах:
текущая критериальная валидность — корреляция результатов теста с выбранным критерием, существующим в настоящее время;
прогностическая критериальная валидность — корреляция результатов с критерием, который появится в будущем. Определяет, насколько тест предсказывает проявление измеряемого качества в будущем, учитывая влияние внешних факторов и собственной деятельности тестируемого.
Содержательная валидность. Определяет, насколько соответствует тест его предметной области, то есть измеряет ли он качество, для измерения которого предназначен, у репрезентативной выборки. Чтобы поддержать содержательную валидность теста, необходимы его регулярные проверки на соответствие, так как реальная картина проявления определённого качества может меняться у выборки с течением времени. Оценка содержательной валидности должна производиться экспертом в предметной области теста.
Процесс валидизации теста должен представлять собой не сбор доказательств его валидности, а комплекс мер по повышению этой валидности.
Большинство процедур анализа заданий в Классической Теории Тестирования предполагают: а) регистрацию числа испытуемых, давших правильный или неправильный ответ на определенное задание; б) корреляцию отдельных заданий с др. переменными; в) проверку заданий на систематическую ошибку (или «необъективность»). Долю испытуемых, справившихся с заданием теста, называемую трудностью задания. Способ улучшить задания — подсчитать процент выбора каждого варианта ответа на задание с множественным выбором; полезно также вычислить средний тестовый показатель испытуемых, выбравших каждый вариант. Эти процедуры позволяют контролировать, чтобы варианты ответов выглядели правдоподобными для неподготовленных испытуемых, но не казались правильными наиболее знающим. Отбор заданий, которые сильно коррелируют с показателем полного теста, максимизирует надежность как внутреннюю согласованность теста, тогда как отбор заданий, которые сильно коррелируют с внешним критерием, максимизирует его прогностическую валидность. Описательная аналоговая модель этих корреляций называется характеристической кривой задания; в типичных случаях — это график зависимости доли испытуемых, правильно отвечающих на вопрос, от их суммарного тестового показателя. Для эффективных заданий эти графики представляют собой положительные восходящие кривые, не снижающиеся по мере прироста способности.